# Bagger 293

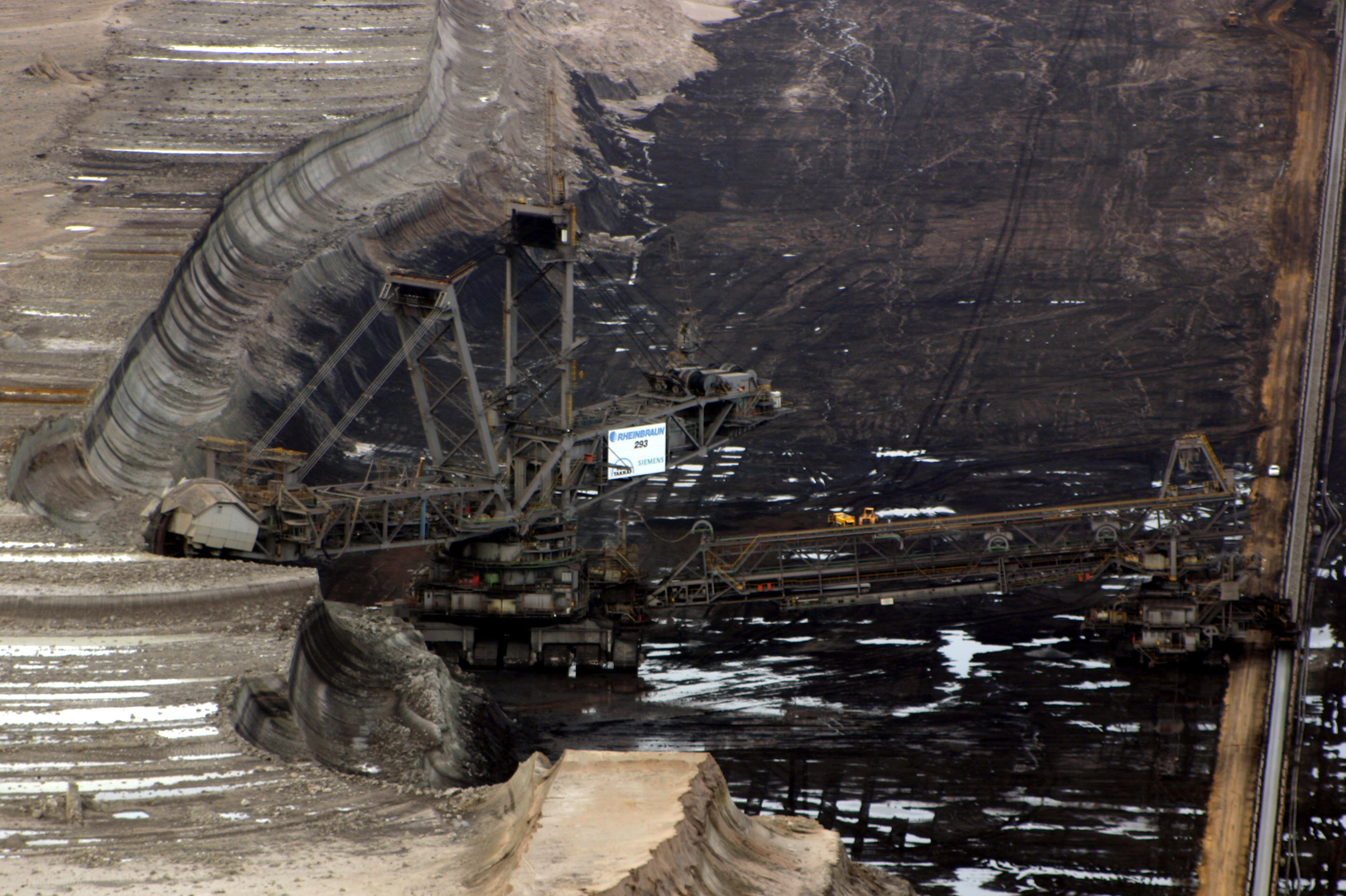
Bagger 293 în mina Hambach, 2008

Bagger 293, cunoscut anterior ca MAN TAKRAF RB293, este un excavator gigantic cu căuș rotativ construit de compania industrială germană TAKRAF. El este cel mai mare vehicul terestru, deține câteva recorduri de dimensiuni, și a fost inclus în Cartea Recordurilor Guinness. Bagger 293 a fost construit în 1995, făcând parte din grupul vehiculelor gigantice similare: Bagger 281 (construit în 1958), Bagger 285 (1975), Bagger 287 (1976), Bagger 288 (1978), Bagger 291 (1993), etc.
El este folosit în minele de cărbune brun de lângă Tagebau Hambach, în Germania. El a fost denumit Bagger 293 de către proprietarul său actual, RWE Power AG. Anterior excavatorul se numea RB293, denumire dată de proprietarul anterior, o altă companie exploatantă de cărbune brun, Rheinbraun, care începând din 1932 este o companie-fiică a RWE. Producătorul TAKRAF la general se referea la acest excavator ca fiind de tipul SRs 8000.

## Statistici
Bagger 293 are 96 de metri înălțime (fiind cel mai înalt vehicul terestru, record împărțit cu Bagger 288). El are 225 de metri lungime (la fel ca Bagger 287), și o greutate de 14.200 tone. Bagger 293 este operat de către un personal format din 5 oameni.
 Excavatorul are un număr de 20 de căușuri. Diametrul căușului rotativ este de 21,3 metri, fiecare având o capacitate de 15 metri cubi de material.
El are o productivitate de 240.000 de metri cubi de material săpat pe zi (la fel ca Bagger 288).

Costul său aproximativ e de 100 milioane de $.